# Costa Rica a 2020. évi nyári olimpiai játékokon
Costa Rica a japán Tokióban megrendezett 2020. évi nyári olimpiai játékok egyik részt vevő nemzete volt. Az országot 7 sportágban 14 sportoló képviselte, akik érmet nem szereztek.

## Atlétika
Férfi
| Versenyző       | Versenyszám | Előfutam | Előfutam | Elődöntő | Elődöntő | Döntő   | Döntő    |
| Versenyző       | Versenyszám | Idő      | Hely.    | Idő      | Hely.    | Idő     | Helyezés |
| --------------- | ----------- | -------- | -------- | -------- | -------- | ------- | -------- |
| Gerald Drummond | 400 m gát   | 49,92    | 7.       | kiesett  | kiesett  | kiesett | kiesett  |

Női
| Versenyző     | Versenyszám     | Előfutam | Előfutam | Elődöntő | Elődöntő | Döntő   | Döntő    |
| Versenyző     | Versenyszám     | Idő      | Hely.    | Idő      | Hely.    | Idő     | Helyezés |
| ------------- | --------------- | -------- | -------- | -------- | -------- | ------- | -------- |
| Andrea Vargas | 100 m gát       | 12,71    | 1.       | 12,69    | 3.       | kiesett | kiesett  |
| Noelia Vargas | 20 km gyaloglás |          |          |          |          | 1:35,07 | 21.      |

## Cselgáncs
| Versenyző            | Versenyszám      | 32-es főtábla         | Nyolcaddöntő     | Negyeddöntő | Elődöntő | Vigaszág elődöntő | Bronz- mérkőzés | Döntő   | Helyezés |
| -------------------- | ---------------- | --------------------- | ---------------- | ----------- | -------- | ----------------- | --------------- | ------- | -------- |
| Ian Sancho Chinchila | Férfi harmatsúly | Cullhaj (ALB) · 11-00 | An (KOR) · 00-10 | kiesett     | kiesett  | kiesett           | kiesett         | kiesett | kiesett  |

## Hullámlovaglás
| Versenyző            | Versenyszám  | 1. forduló | 1. forduló | 2. forduló | 2. forduló | 3. forduló                  | Negyeddöntő              | Elődöntő      | Döntő         | Helyezés   |
| Versenyző            | Versenyszám  | Pont       | Hely.      | Pont       | Hely.      | Ellenfél pont               | Ellenfél pont            | Ellenfél pont | Ellenfél pont | Helyezés   |
| -------------------- | ------------ | ---------- | ---------- | ---------- | ---------- | --------------------------- | ------------------------ | ------------- | ------------- | ---------- |
| Carlos Muñoz Herrera | Férfi egyéni | nem indult | nem indult | nem indult | nem indult | nem indult                  | nem indult               | nem indult    | nem indult    | nem indult |
| Brisa Hennessy       | Női egyéni   | 12,20      | 2.         |            |            | Williams (NZL) · 12,00–7,73 | Marks (USA) · 6,83–12,50 | kiesett       | kiesett       | kiesett    |
| Leilani McGonagle    | Női egyéni   | 9,64       | 3.         | 9,63       | 4.         | kiesett                     | kiesett                  | kiesett       | kiesett       | kiesett    |

## Kerékpározás

### Országúti kerékpározás
| Versenyző         | Versenyszám         | Idő           | Helyezés      |
| ----------------- | ------------------- | ------------- | ------------- |
| Andrey Amador     | Férfi mezőnyverseny | 6:21,46       | 68.           |
| María José Vargas | Női mezőnyverseny   | nem ért célba | nem ért célba |

### BMX
| Versenyző      | Versenyszám           | Rangsoroló | Rangsoroló | Döntő | Döntő |
| Versenyző      | Versenyszám           | Pont       | Hely       | Pont  | Hely  |
| -------------- | --------------------- | ---------- | ---------- | ----- | ----- |
| Kenneth Tencio | Férfi szabadgyakorlat | 79,80      | 6.         | 90,5  | 4.    |

## Taekwondo
| Versenyző       | Versenyszám    | Nyolcaddöntő       | Negyeddöntő | Elődöntő | Vígaszág | Bronz- mérkőzés | Döntő   | Hely    |
| --------------- | -------------- | ------------------ | ----------- | -------- | -------- | --------------- | ------- | ------- |
| Nishy Lee Lindo | Női pehelysúly | İlgün (TUR) · 5-16 | kiesett     | kiesett  | kiesett  | kiesett         | kiesett | kiesett |

## Torna
| Versenyző        | Versenyszám          | Selejtező | Selejtező | Döntő    | Döntő    |
| Versenyző        | Versenyszám          | Pontszám  | Helyezés  | Pontszám | Helyezés |
| ---------------- | -------------------- | --------- | --------- | -------- | -------- |
| Luciana Alvarado | Női egyéni összetett | 51,306    | 51.       | kiesett  | kiesett  |

## Úszás
| Versenyző       | Versenyszám      | Előfutam | Előfutam | Előfutam | Elődöntő | Elődöntő | Elődöntő | Döntő   | Döntő    |
| Versenyző       | Versenyszám      | Idő      | Hely.    | Össz.    | Idő      | Hely.    | Össz.    | Idő     | Helyezés |
| --------------- | ---------------- | -------- | -------- | -------- | -------- | -------- | -------- | ------- | -------- |
| Arnoldo Herrera | Férfi 200 m mell | 2:20,09  | 7.       | 38.      | kiesett  | kiesett  | kiesett  | kiesett | kiesett  |
| Beatriz Padron  | Női 200 m gyors  | 2:04,56  | 2.       | 25.      | kiesett  | kiesett  | kiesett  | kiesett | kiesett  |